# Claudio Miranda
Claudio Miranda (ur. 1965 w Valparaíso) – chilijski operator filmowy, od wczesnego dzieciństwa mieszkający na stałe w USA. Jeden z hollywoodzkich pionierów kina tworzonego cyfrowo.

## Życiorys
Urodził się w Valparaíso jako syn Chilijczyka i Dunki. Gdy miał zaledwie rok, jego rodzina wyemigrowała do Los Angeles, gdzie Miranda się wychował. Uznanie w branży filmowej zyskał dzięki częstej współpracy z reżyserem Davidem Fincherem, z którym po raz pierwszy pracował jako oświetleniowiec na planie filmu Siedem (1995). Od 2000 roku tworzył zdjęcia do teledysków, a od 2006 - do pełnometrażowych filmów fabularnych.
Nominowano go do Oscara za najlepsze zdjęcia do filmu Ciekawy przypadek Benjamina Buttona (2008) w reżyserii Finchera. Był to pierwszy obraz zrealizowany w całości cyfrowo, który uzyskał uznanie Amerykańskiej Akademii Filmowej w tej kategorii. Statuetkę Miranda ostatecznie otrzymał za Życie Pi (2012) Anga Lee, adaptację powieści Yanna Martela. Został drugim w historii Chilijczykiem nagrodzonym Oscarem w jakiejkolwiek kategorii.
Od 2009 jest członkiem Amerykańskiego Stowarzyszenia Operatorów (ASC).